# Nektarij (Frolov)
Nektarij (světským jménem: Serhij Mykolajovyč Frolov; * 17. července 1961, Ljubotyn) je ukrajinský duchovní Ruské pravoslavné církve, emeritní biskup taldykorganský a vikář astanské eparchie.

## Život
Narodil se 17. července 1961 v Ljubotynu.
Po střední škole nastoupil na Charkovskou stavební školu. Absolvoval povinnou vojenskou službu a stal se poslušníkem v Počajivské lávře. Roku 1982 nastoupil na Charkovský inženýrsko-ekonomický institut. Od roku 1983 sloužil jako psalomščik.
Dne 19. dubna 1984 byl rukopoložen na diákona a 21. dubna na jereje. Následující rok nastoupil na Petrohradský duchovní seminář. Roku 1986 přešel na dálkové studium a začal sloužit v kurské eparchii. Po semináři pokračoval v dálkovém studiu na Kyjevské duchovní akademii.
Od roku 1994 byl blagočinným Železnogorského okruhu kurské eparchie. Tuto funkci zastával čtyři roky.
Na podzim 2000 odešel na Ukrajinu, kde sloužil v chrámu archanděla Gabriela v Dubnu.
Roku 2006 získal doktorát na Užhorodské bohoslovecké akademii.
Od začátku 2008 pobýval v Uspenském monastýru vesnice Lypky.
Dne 7. dubna 2008 byl postřižen na monacha se jménem Nektarij na počest svatého Nektaria Eginského. Dne 6. listopadu byl povýšen na archimandritu.
Dne 11. listopadu 2008 jej Svatý synod Ukrajinské pravoslavné církve zvolil biskupem džankojským a razdolněnským. Dne 19. listopadu byl oficiálně jmenován biskupem a následující den proběhla jeho biskupská chirotonie. Hlavním světitelem byl metropolita kyjevský a celé Ukrajiny Volodymyr (Sabodan).
Dne 9. července 2009 byl ustanoven biskupem dubňanským a vikářem rovenské eparchie.
Dne 19. června 2014 byl osvobozen od funkce vikáře a předán ke službě v Ruské pravoslavné církvi.
Dne 25. července 2014 jej Svatý synod jmenoval biskupem taldykorganským a vikářem astanské eparchie.
Dne 24. září 2021 byl penzionován a jako místo pobytu mu byla určena Moskva.
Dne 11. října 2021 byl určen pro službu v chrámu Životodárné Trojice v Karačarově.